# Kyzył-Dag
Kyzył-Dag (ros. Кызыл-Даг) – wieś w Rosji, w Tuwie, w kożuunie baj-tajgińskim. W 2010 liczyła 857 mieszkańców.